# 富田伸二
富田 伸二（とみた しんじ、年月日 - ）は、日本の撮影技師。

## 経歴
大学卒業後、アクションドラマの撮影助手として経験を積んでいた。『牙狼〈GARO〉』、『トミカヒーロー レスキューフォース』、『リアル鬼ごっこ2』等、これまでに撮影を担当した作品は200本を超え、またその殆どがアクション作品だというベテランカメラマンである。

## 作品

### 映画
- 牙狼〈GARO〉〜RED REQUIEM〜
- リアル鬼ごっこ2
- 牙狼〈GARO〉-月虹ノ旅人-（2019年）
- あの娘は知らない（2022年）

### テレビドラマ
- 牙狼〈GARO〉（2005年 - 2006年）
- キューティーハニー THE LIVE（2007年 - 2008年）
- トミカヒーロー レスキューフォース（2008年 - 2009年）
- トミカヒーロー レスキューファイアー（2009年 - 2010年）
- ウルトラゼロファイト（2012年）
- 横浜見聞伝スター☆ジャン（2013年）
- 衝撃ゴウライガン!!（2013年）
- 復讐の未亡人（2022年）

### OV作品
- ウルトラ銀河伝説外伝 ウルトラマンゼロVSダークロプスゼロ